# رافا جيل
رافا جيل (بالإسبانية: Rafa Gil)‏ هو مدرب كرة قدم إسباني، ولد في 11 أكتوبر 1975 في تولوكس في إسبانيا.